# Langogne
Langogne (okcitán nyelven Langònha) város Franciaország déli részén, Languedoc-Roussillon régióban, Lozère megyében.

## Fekvése
A megye keleti határán fekszik (határos Ardèche és Haute-Loire megyékkel is), az Allier folyó völgyében, a Margeride-hegység és a Vivarais között, 913 méteres tengerszint feletti magasságban (területének magassága 886–1097 m között változik). Itt ömlik a Langouyrou-patak az Allier-ba.
A város Mende-tól 47 km-re északkeletre, Le Puy-től 42 km-re délre fekszik. Közelében alakították ki az 1970-es években az 1050 hektár kiterjedésű Naussac-víztározót, melynek déli része Langogne-hoz tartozik. A községterület 14%-át (434 hektár) borítja erdő.
Közigazgatási területe 31,37 km², Naussac falu enklávéként helyezkedik el Langogne területén belül. Közigazgatásilag hozzátartozik Barres, Brugeyrolles, La Tuilerie és Le Vasset.
Áthalad rajta a Mende-Le Puy közötti N88-as főút, valamint a Clermont-Ferrand-Nîmes közötti Allier-völgyi vasútvonal.
Közigazgatásilag határos a következő községekkel: Luc és Saint-Flour-de-Mercoire (délről), Rocles és Naussac (nyugatról), az Haute-Loire megyei Pradelles (északkeletről) és az Ardèche megyei Lespéron (keletről).

## Története
A területen 998-ban Étienne, Gévaudan vicomte-ja templomot és monostort alapított, ekörül alakult ki a középkorban a kereskedelmi utak kereszteződésénél a város. 1568-ban a protestánt Matthieu Merle leromboltatta a monostort. A 17. században újjáépült város a 18.-19. században gyapjúfeldolgozásáról volt nevezetes. Az elvándorlással sújtott város lakossága 1946 óta (ekkor 4332 lakosa volt) folyamatosan csökken.

### Demográfia
| Év   | Lakosság |
| ---- | -------- |
| 1793 | 2295     |
| 1851 | 3156     |
| 1876 | 3611     |
| 1901 | 3552     |
| 1936 | 4145     |

| Év   | Lakosság |
| ---- | -------- |
| 1946 | 4332     |
| 1954 | 4212     |
| 1962 | 4184     |
| 1968 | 4096     |

| Év   | Lakosság |
| ---- | -------- |
| 1975 | 3760     |
| 1982 | 3542     |
| 1990 | 3380     |
| 1999 | 3095     |
| 2010 | 3014     |

## Nevezetességek
- Szent Gervais-templom - a 12. században épült román stílusban. A vallásháborúk idején súlyos károkat szenvedett, helyreállításakor a flamboyant gótika stílusjegyeivel gazdagott (ekkor épült kapuzata is).  A templomban őrzik a Notre Dame de Tout Pouvoir néven ismert Szűz Mária-szobrot is.
- Vásárcsarnok (La Halle) - 1743-ban épült, 14 kőoszlop tartja.
- Volt jakobinus templom - a 18. században épült. A nagy francia forradalom idején itt működött a jakobinus klub.
- Filature des Calquières - a város gazdag gyapjúfeldolgozási hagyományait bemutató múzeum a Langouyrou-patakra épített régi vízimalmoknál.
- A Naussaci-víztározó a vízisportok központja, a városon áthaladó Stevenson-ösvény pedig a gyalogos túrázók fontos útvonala. Népszerű látványosság az Allier-völgyben haladó turistavonat is.

## Képtár

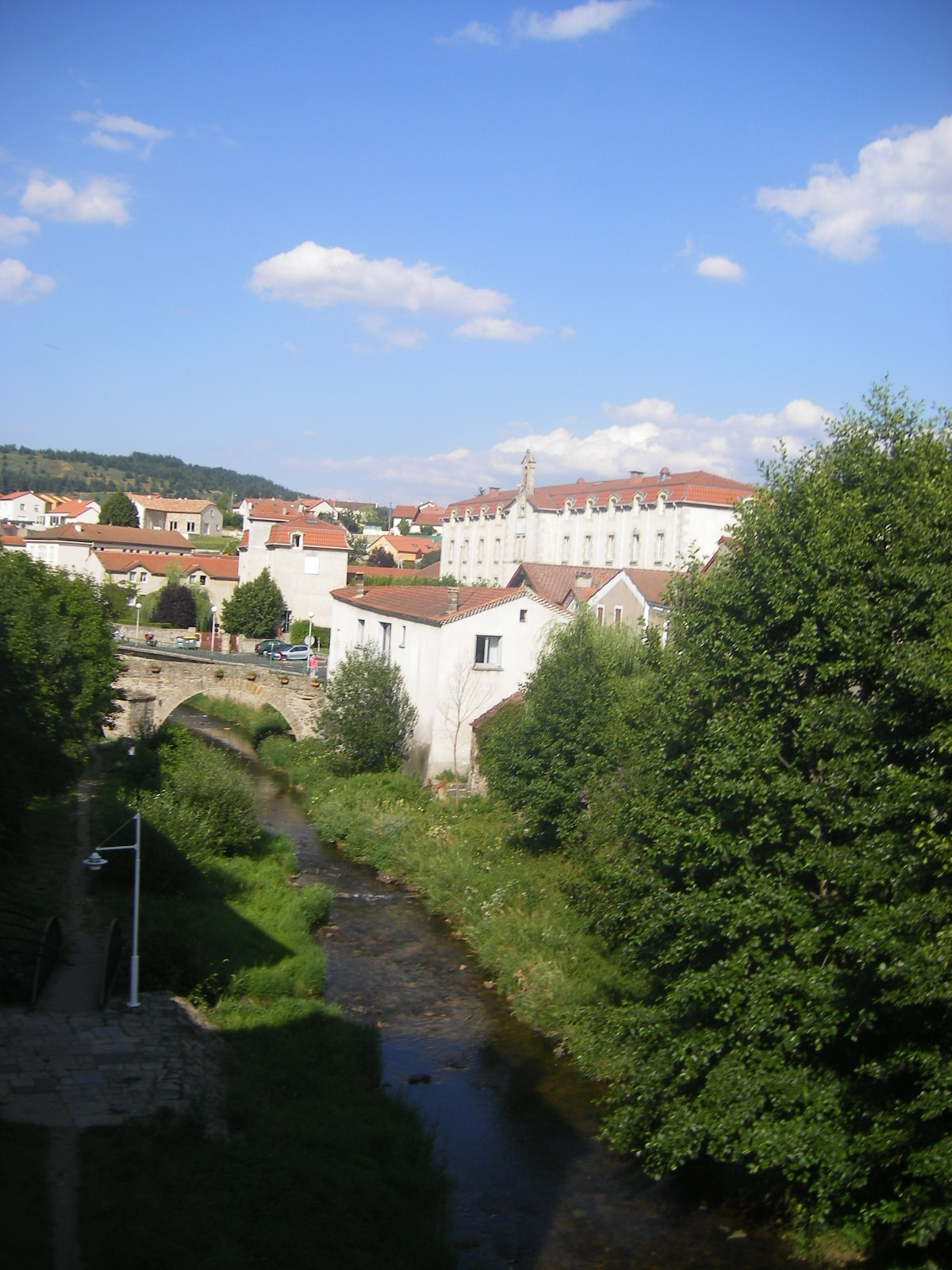
Langogne
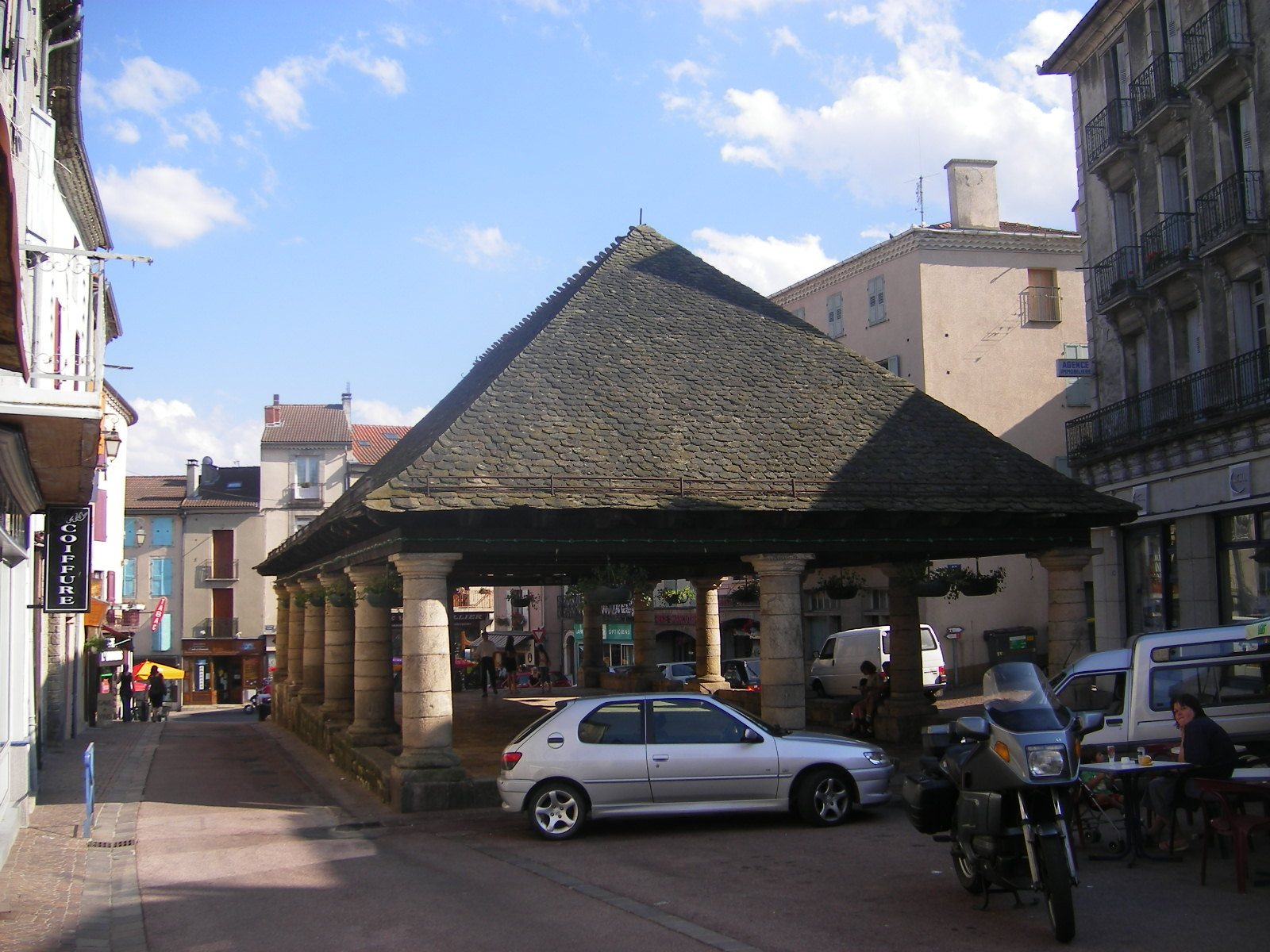
A régi vásárcsarnok
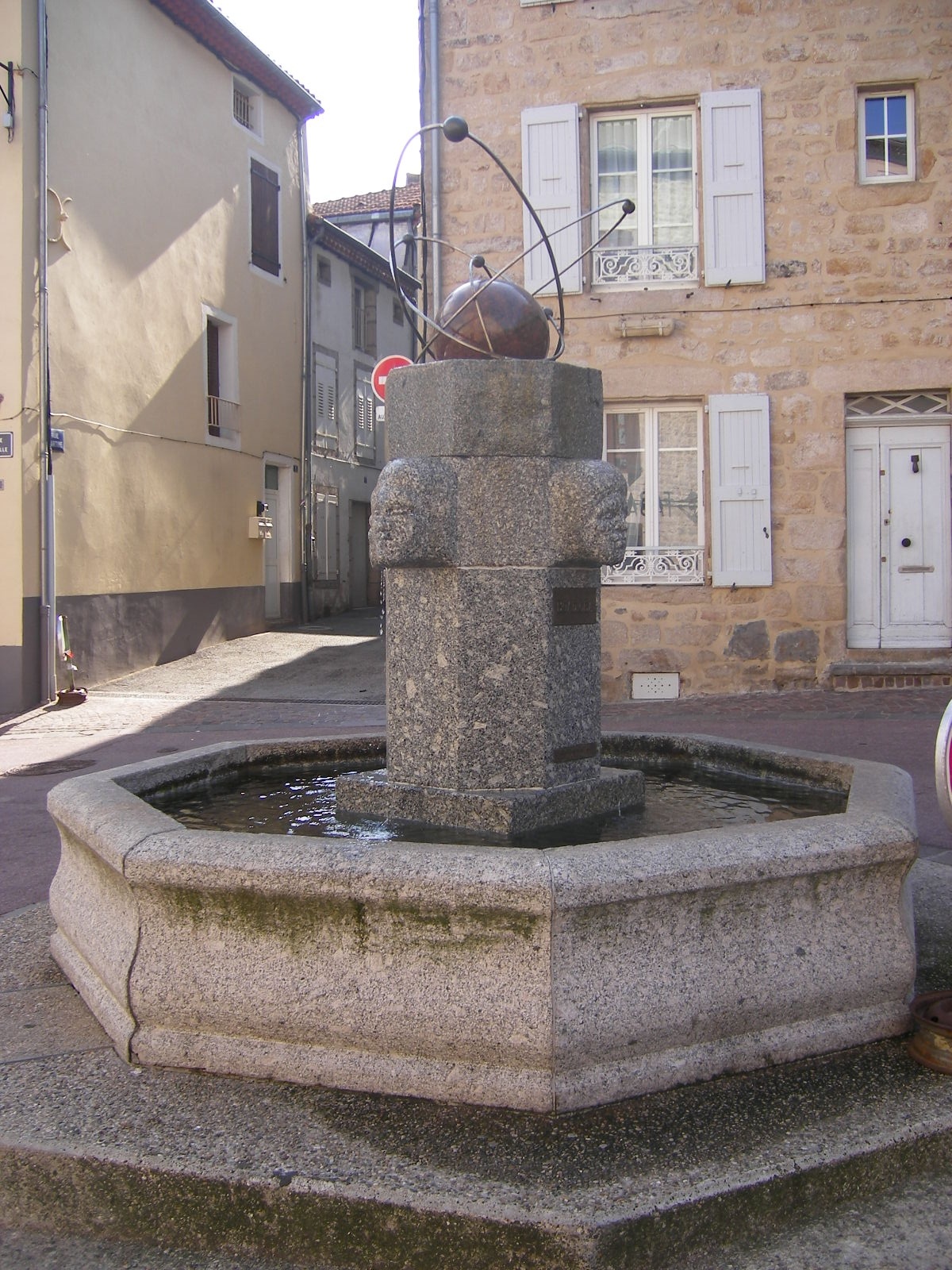
Utcai kút
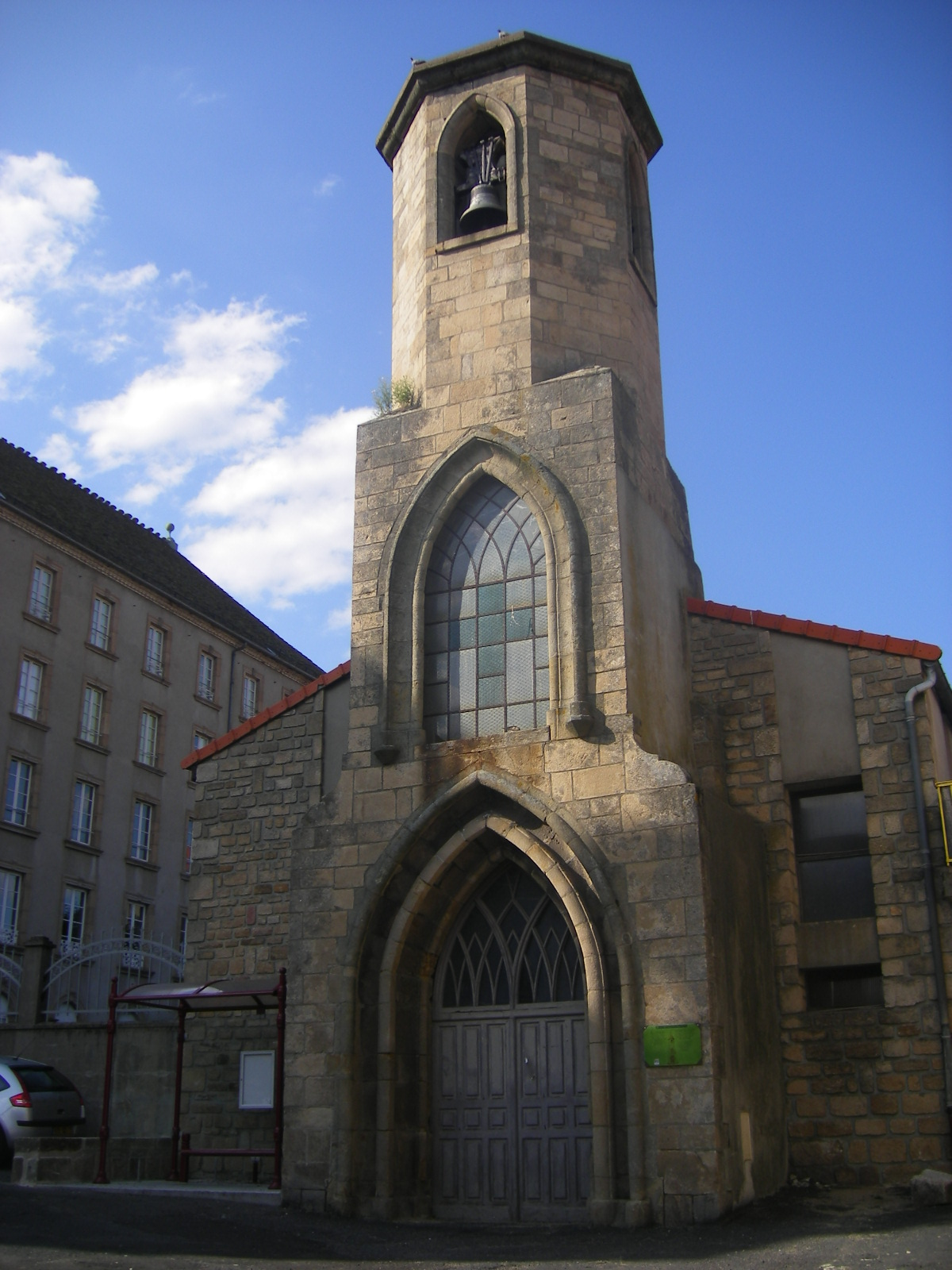
Volt jakobinus templom
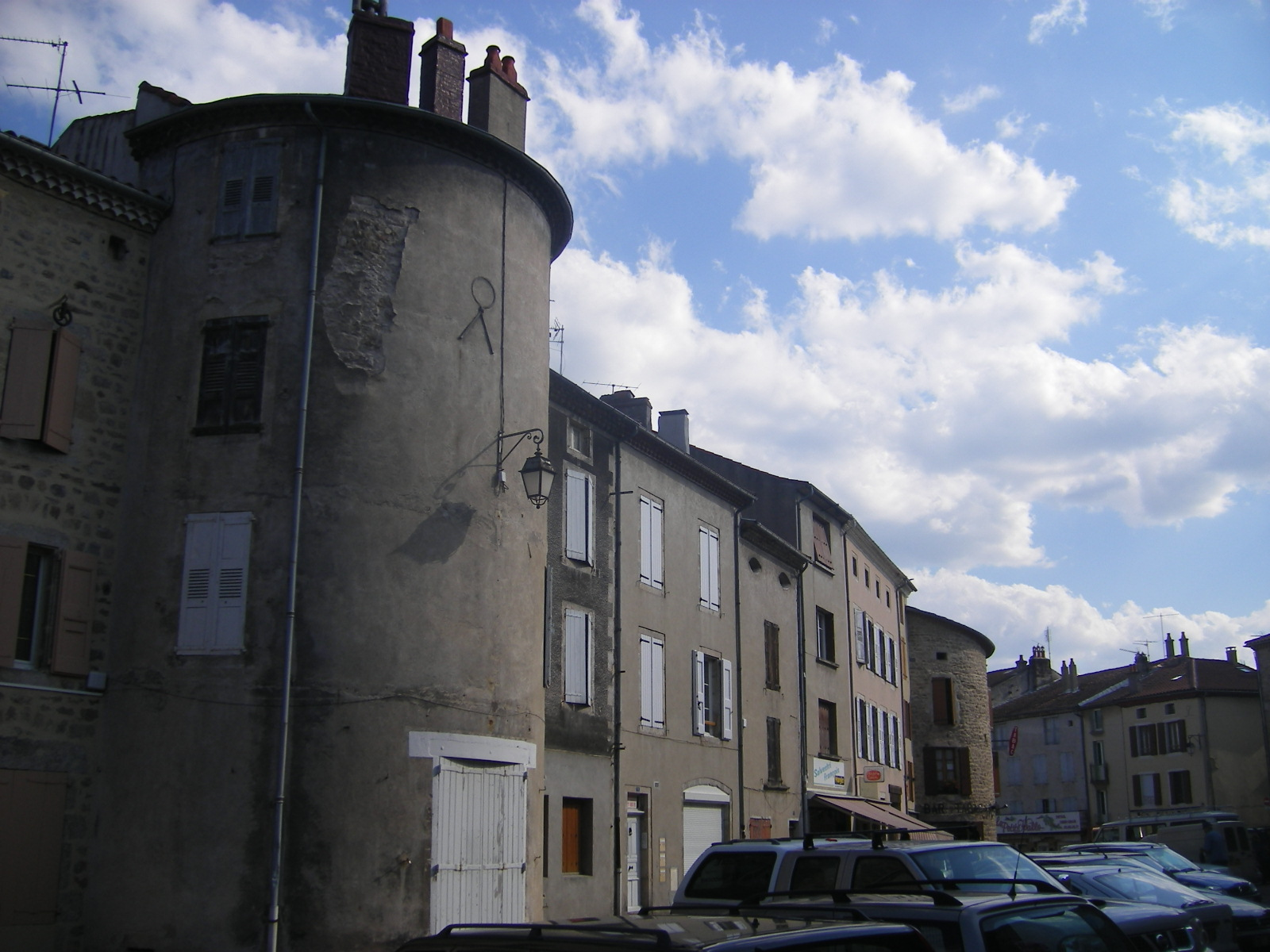
Utcakép
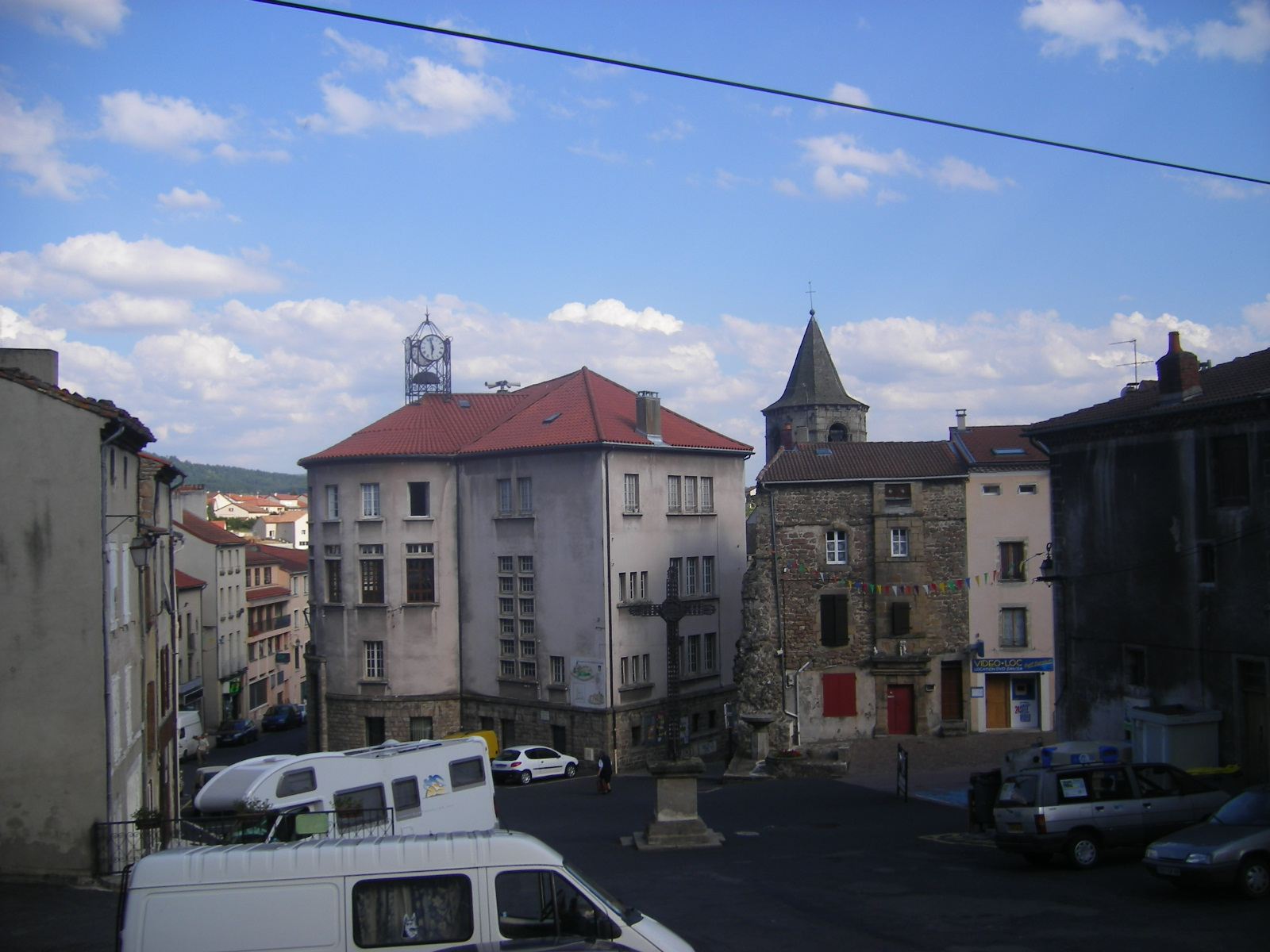
Boulevard des Capucins
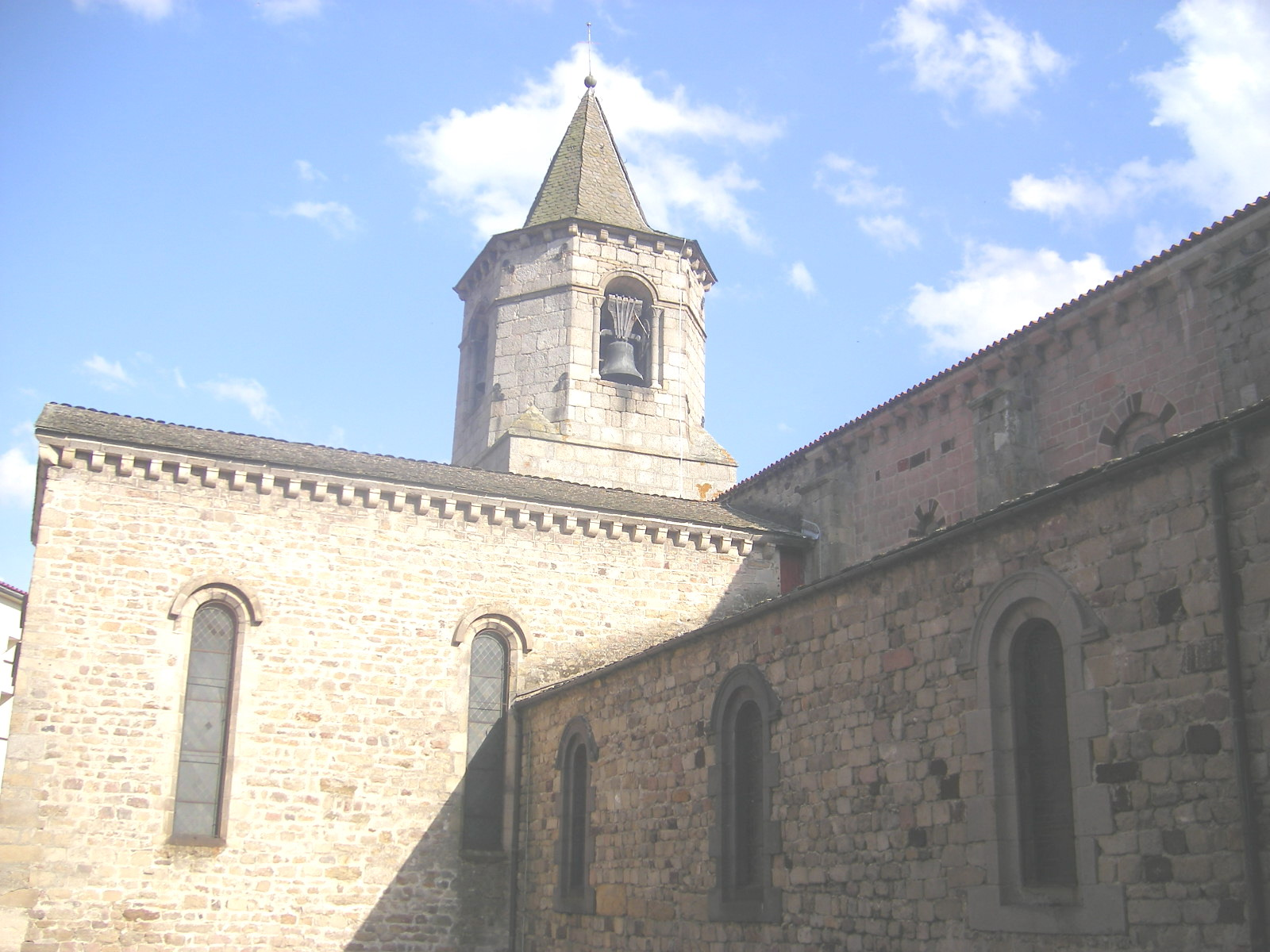
Saint-Gervais-templom
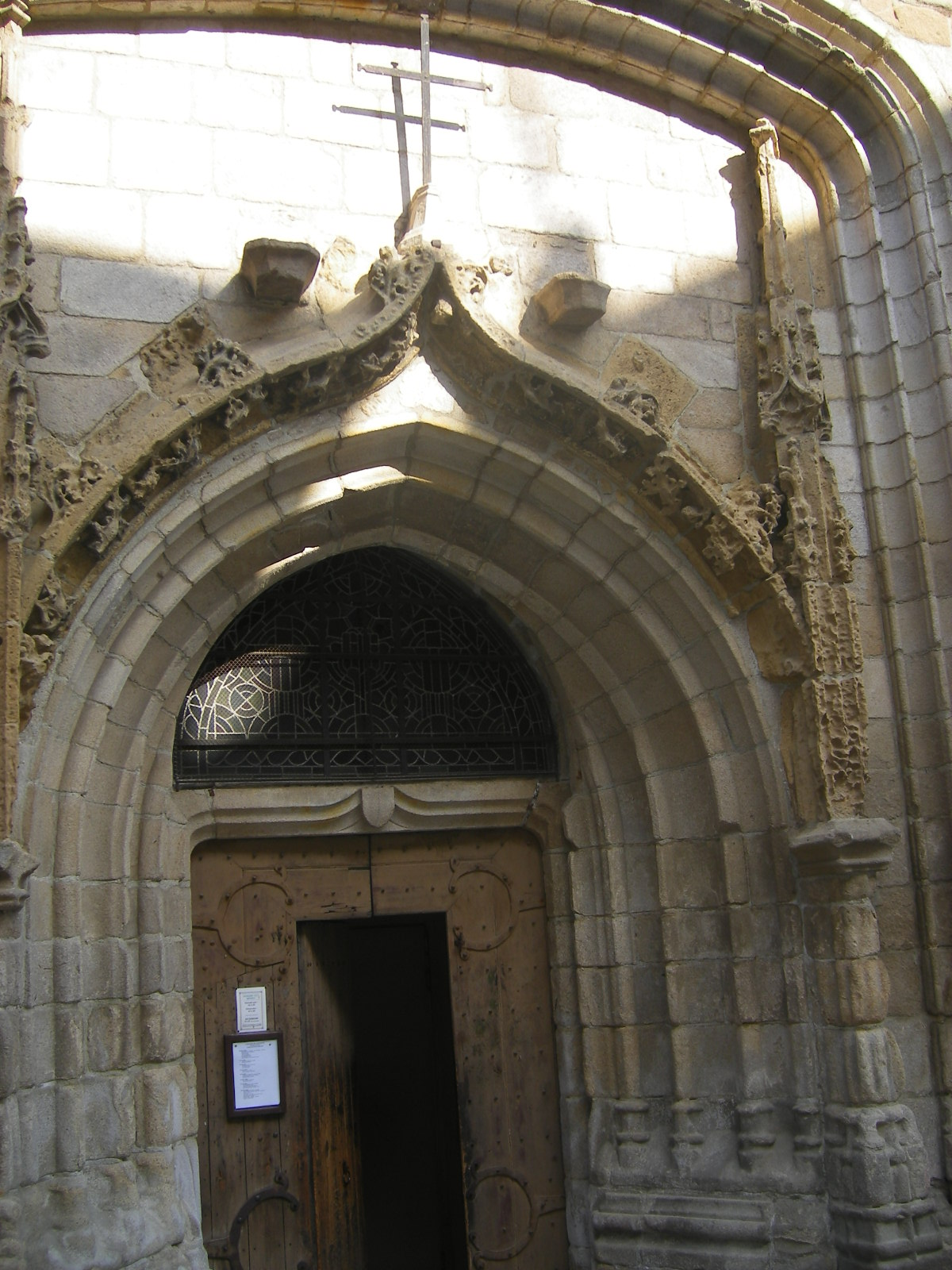
Saint-Gervais-templom-főkapu
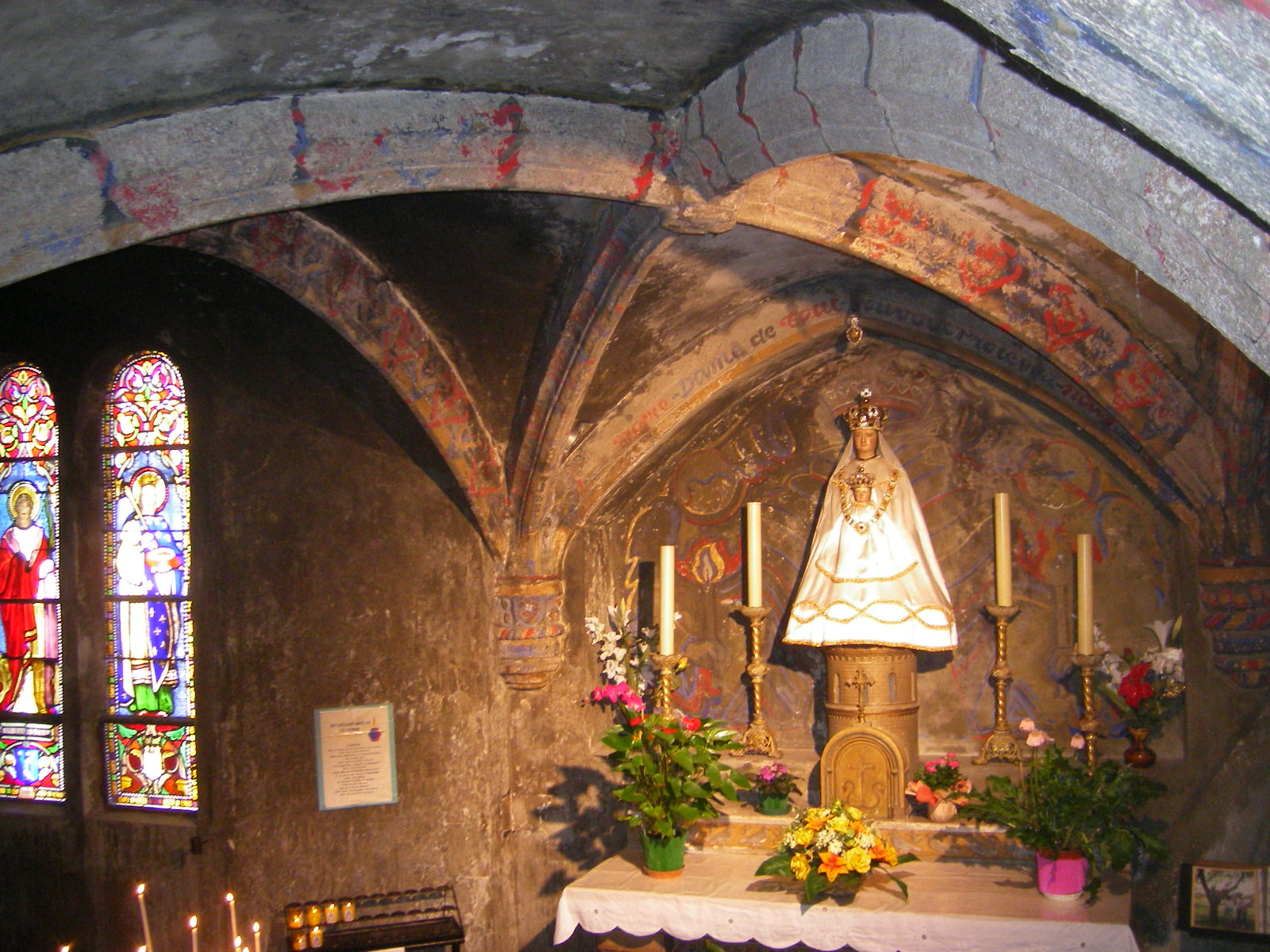
Notre Dame de Tout Pouvoir
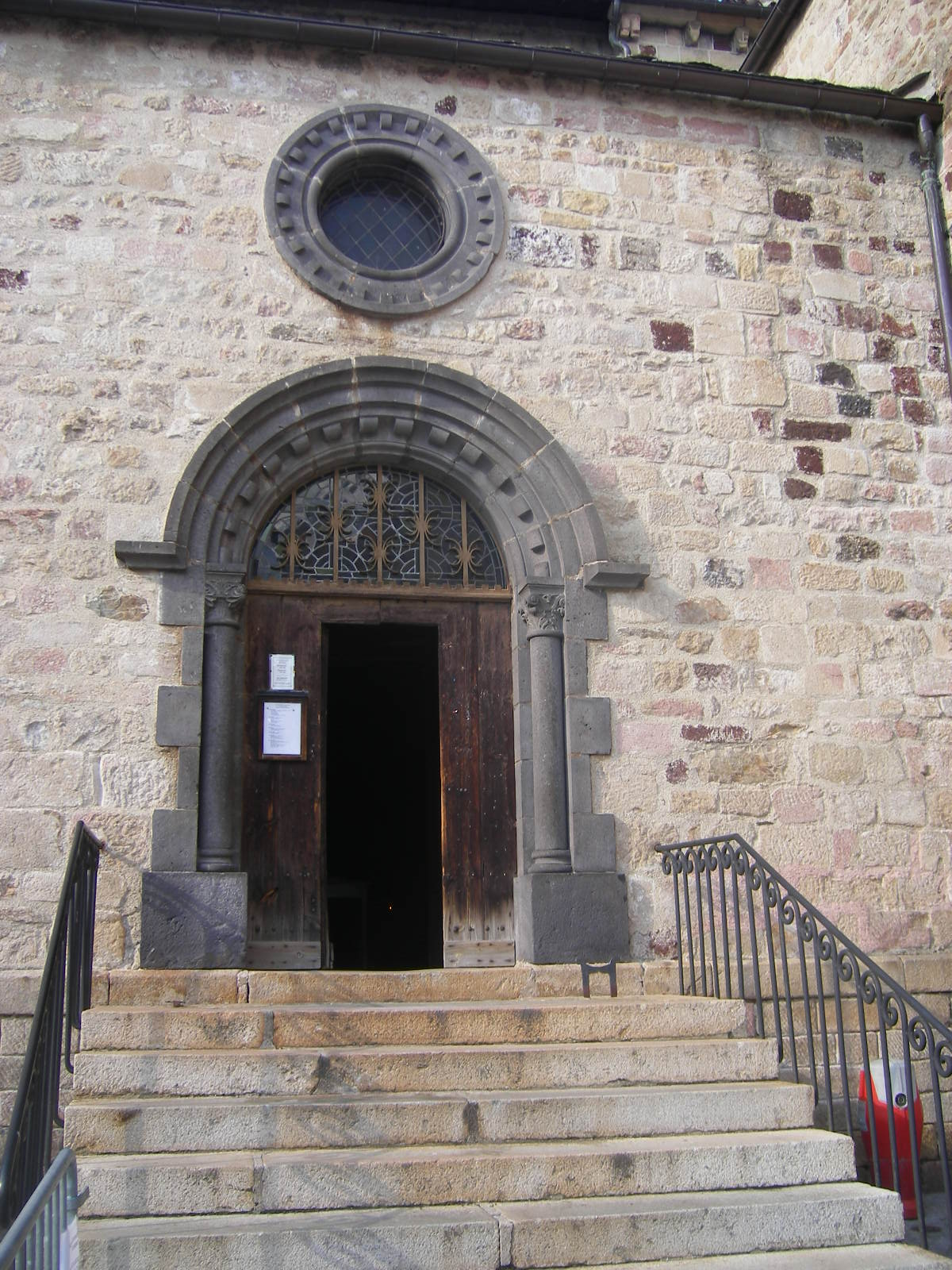
Saint-Gervais-templom-mellékkapu
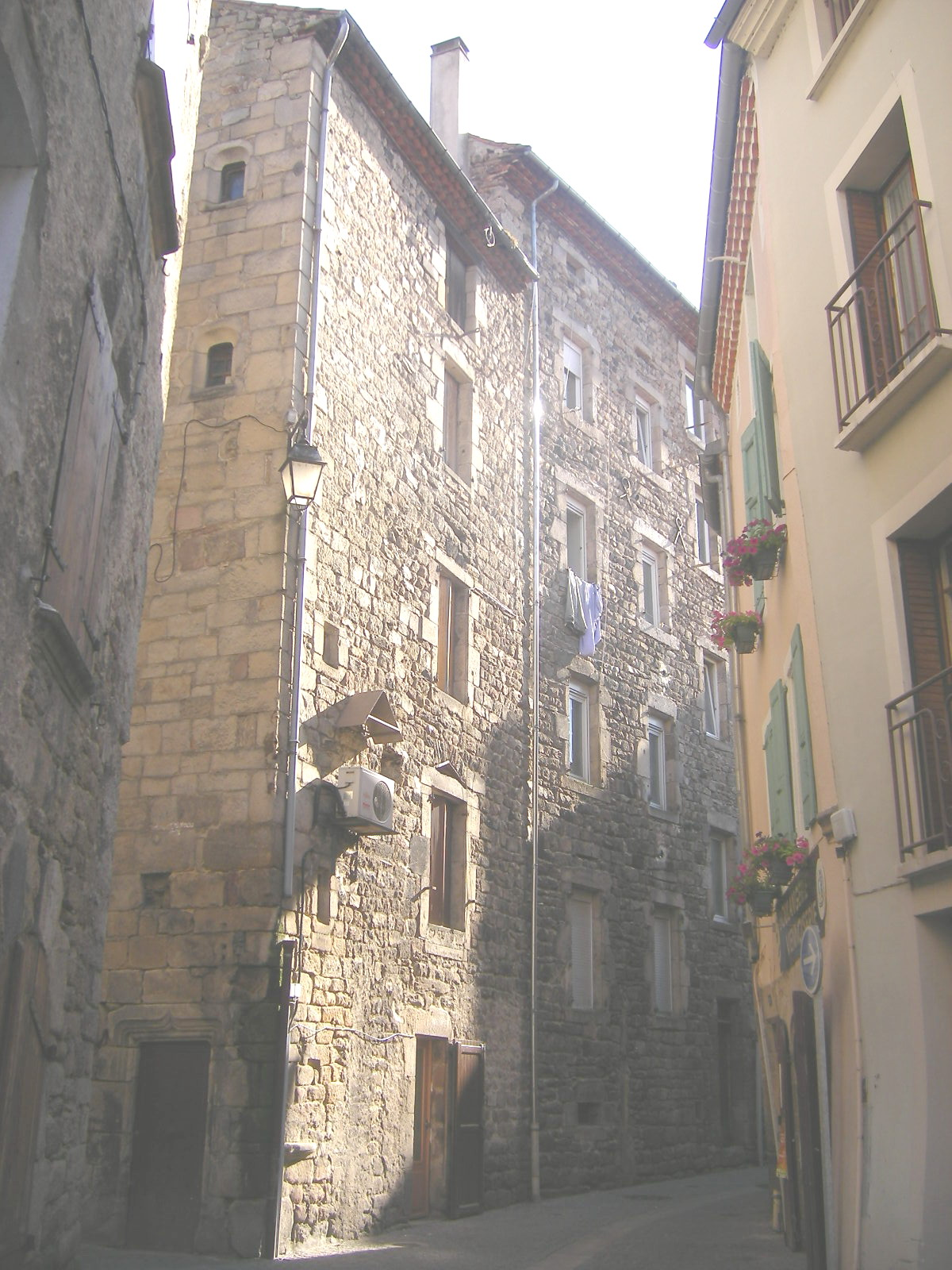
Óvárosi utca
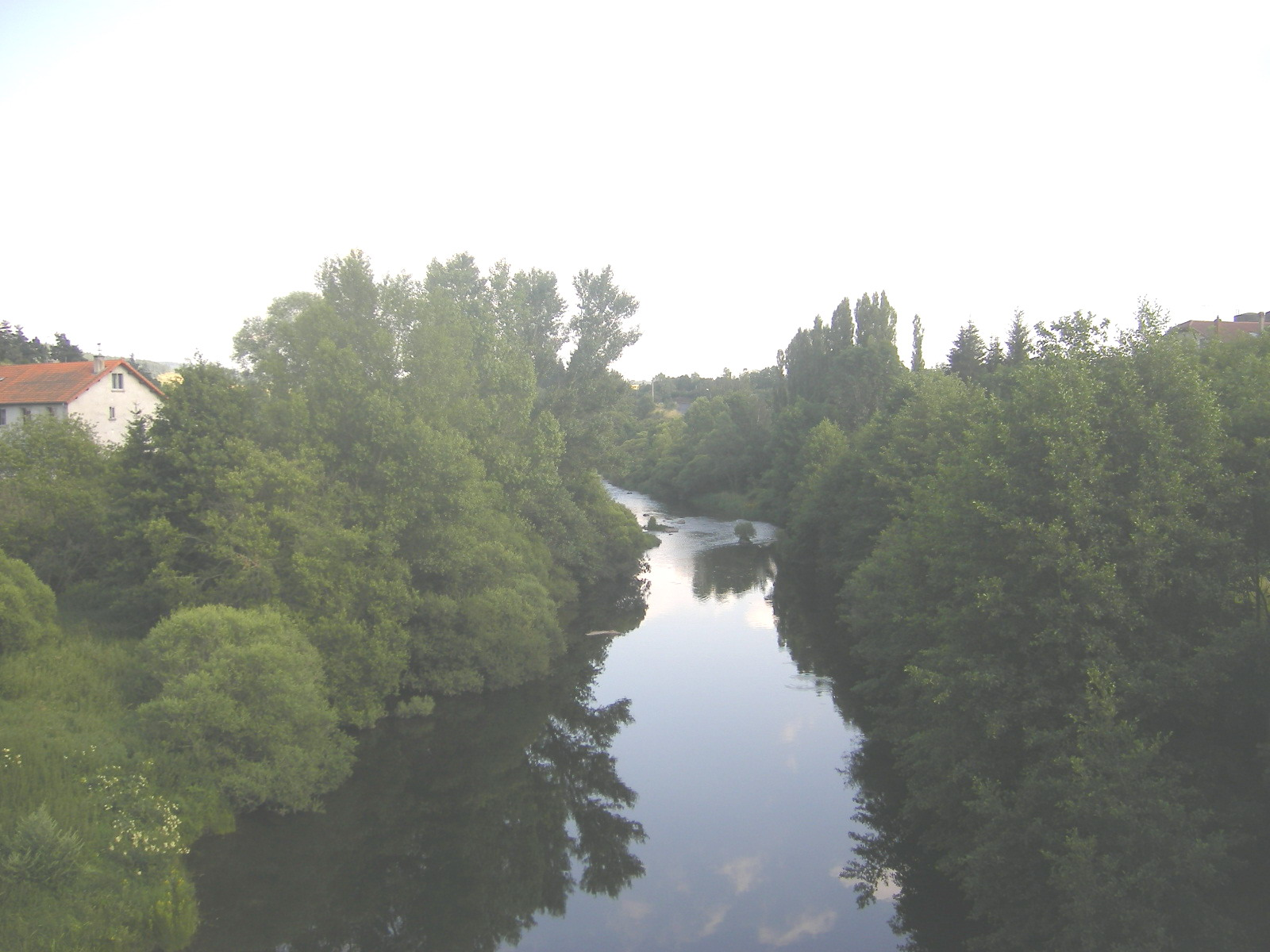
Az Allier Langogne-ban
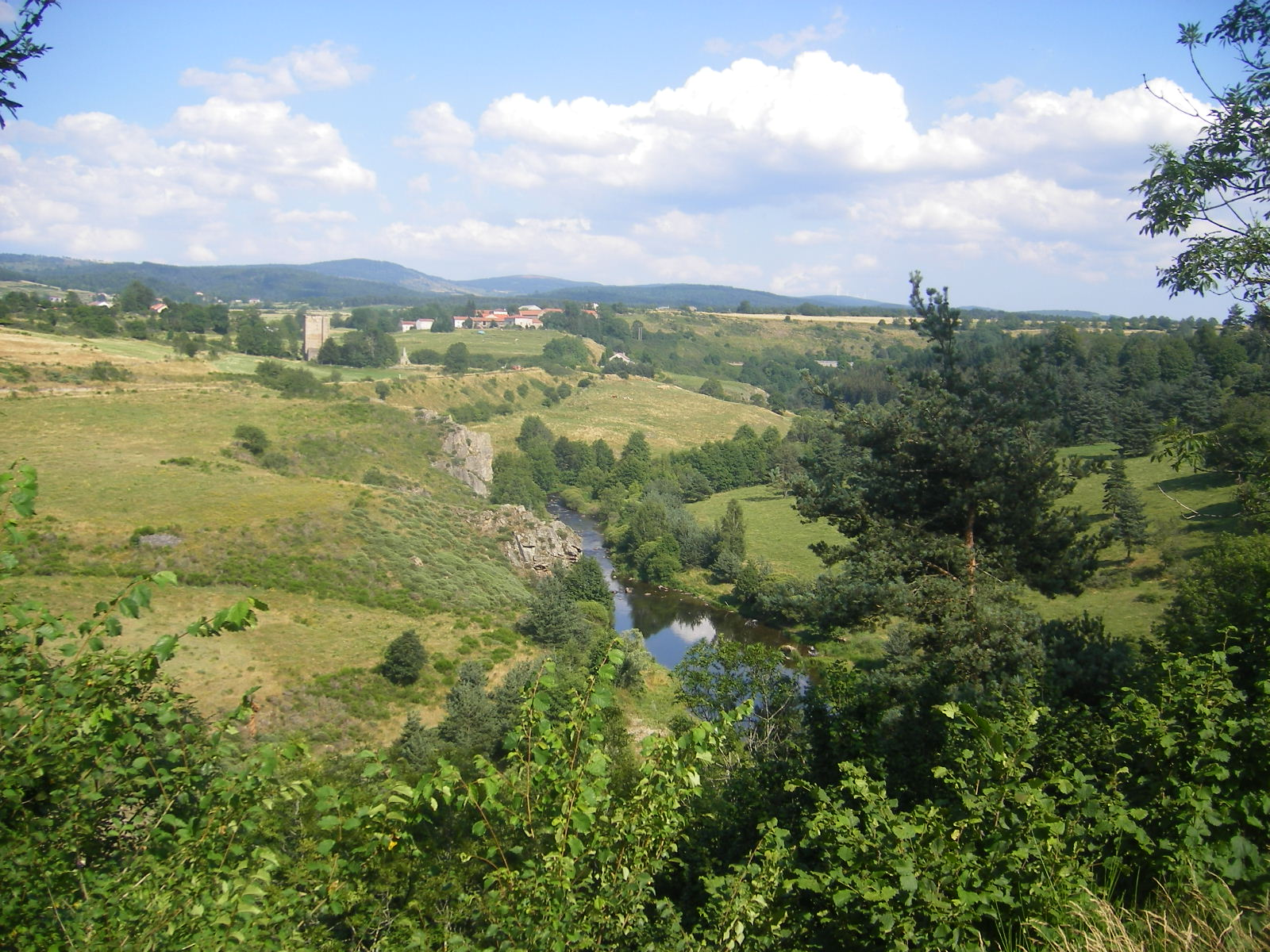
Allier-völgy Langogne-tól délre
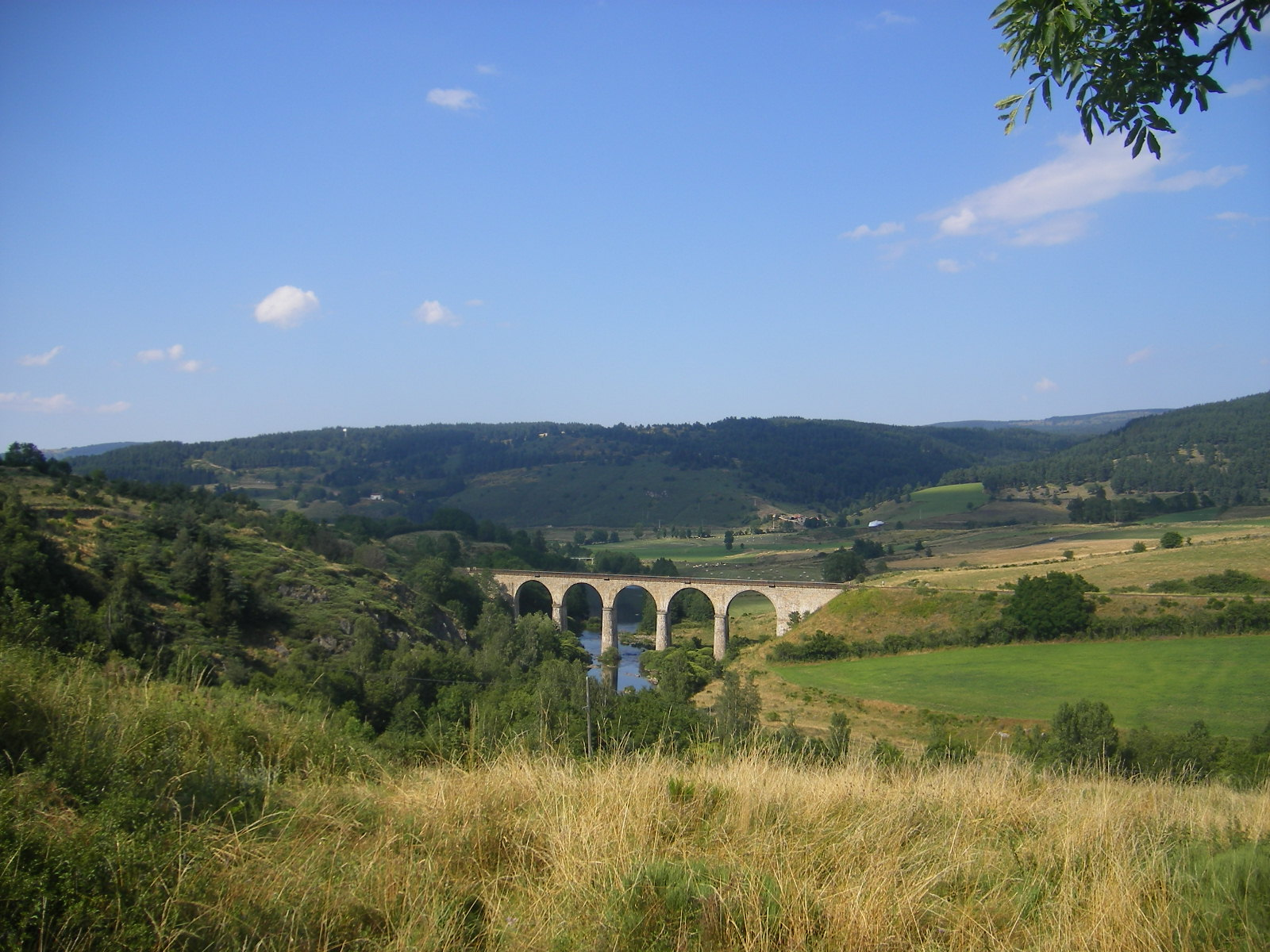
Pont des Bras - vasúti híd az Allier-n

## Híres emberek
- Pierre Victor Galtier (1846-1908) - állatorvos, Pasteur munkatársa itt született.

## Kapcsolódó szócikk
- Lozère megye községei